# Stöckig (Bindlach)
Stöckig ist ein Gemeindeteil der Gemeinde Bindlach im Landkreis Bayreuth (Oberfranken, Bayern). Stöckig liegt in der Gemarkung Bindlach.

## Geografie
Das Dorf bildet eine geschlossene Siedlung mit Ruh im Norden und dem Bindlacher Gewerbegebiet Süd-West im Osten. Die Siedlung wird durch die Bahnstrecke Bayreuth–Neuenmarkt-Wirsberg und die Bundesautobahn 9 durchschnitten. Beide verlaufen entlang des in Süd-Nord-Richtung fließenden Flußgrabens, der sich etwas weiter nördlich mit dem Furtbach zur Trebgast vereinigt. Im Westen grenzt der Forst Sankt Georgen an.

## Geschichte
Vor 1940 entstand westlich der Bahnstrecke eine Siedlung, die später den Namen Stöckig erhielt. Namensgebend war ein Flurgebiet dieses Namens.

### Einwohnerentwicklung
| Jahr      | 001961 | 001970 | 001987 |
| Einwohner | 763    | 673    | 488    |
| Häuser    | 86     |        | 104    |
| Quelle    | [ 9 ]  | [ 10 ] | [ 1 ]  |

## Religion
Stöckig ist evangelisch-lutherisch geprägt und nach St. Bartholomäus (Bindlach) gepfarrt.